# M-1 (ロケットエンジン)
エアロジェット社のM-1はこれまでに設計、製造された最も巨大で強力な液体水素を燃料とするロケットエンジンである。M-1の原型の推力は667万N (150万lbf)で800万N(180万lbf)まで増強する事を見込んでいた。 
M-1は月へ向かったサターンVロケットの1段の動力を司るF-1よりも大きな推力を生み出す。

## 歴史
M-1の歴史はアメリカ空軍による1950年代末から1960年代の打ち上げ要求に応える為の開発の名残である。1961年にこれらは発展され打ち上げシステムの設計に取り入れられた。打ち上げシステムは4つのロケットの設計の系統から構成されすべて固体燃料ロケットブースターと液体燃料を動力とする上段で構成された。
最も小型の形式は2基の直径100-インチ (2,500 mm)の固体燃料ロケットと"A"液体燃料コアが使用されX-20 ダイナソアの打ち上げを意図していた。"A"ブースターロケットの動力としてエアロジェット社はタイタンⅡミサイルに使用されたLR-87を液体水素で運転するように改造して製造した。試作機は1958年から1960年に試験され、成功した。100-インチ (2,500 mm)固体燃料ロケットの初期調査も同様にエアロジェット社が担当し1959年に開始した。 
打ち上げシステムも同様に空軍のルネックス有人月着陸計画の打ち上げに対応する為に複数のより大型の設計が想定された。ルネックスは単一の超大型宇宙船を月へ送り、着陸して帰還する"直接着陸"のミッションだった。その為、その設計では低軌道(LEO)へ125,000 lb (57,000 kg)のペイロードを打ち上げる超大型のロケットが必要とされた。
これらの超大型打ち上げシステムの設計はより小型のダイナソアのロケットの基本概念を受け継ぐものだったがより強力な直径180-インチ (4,600 mm)の固体燃料ロケットと"B"型と"C"型の液体燃料ロケットを使用した。必要な出力を生み出す為に液体燃料段は12基のJ-2ロケットエンジンを束ねた。複雑さを軽減する為に空軍は12基のJ-2をわずか2基のより強力な液体水素を燃料とするエンジンに置き換える為にエアロジェット社と共に研究を始めた。
これらの当初の研究は最終的に推力1,200,000 lbf (5.3 MN)のM-1として具現化した。
1958年にアメリカ航空宇宙局(NASA)が創設された当時、同様に月着陸計画も始まった。空軍のルネックス計画のようにアポロ計画も当初は直接着陸の形態だったので低軌道に投入する為に巨大なロケットを必要とした。当初NASAは独自の巨大なロケット計画を持っていなかったので陸軍のヴェルナー・フォン・ブラウンによるサターンロケットの開発を打診し、選択肢としてNOVAロケットとして知られる計画の調査が始まった。
当初はペイロード打ち上げ能力はかなり限られており、4基のF-1エンジンを使用するペイロードの重量が約50,000 lb (23,000 kg)のNOVAの設計は支持された。これらの設計は1959年1月27日にアイゼンハワー大統領に提案された。
しかし、アポロ宇宙船における3人乗りの司令・機械船の重量の要求は急速に増大して10,000 lb (4,500 kg)に設定された。10,000 lb (4,500 kg)の宇宙船を月に送る為には低軌道に125,000 lb (57,000 kg)の打ち上げ能力が必要とされた。この為にNOVAの設計は最大8基のF-1エンジンと共に上段により強力なM-1が必要とされた。従って短期間ではあるがM-1は基本設計の段階においてNASAと空軍の両方の月計画に採用された。
1961年にケネディ大統領は月面に人を送り込むことを発表し、簡単な議論の後にNASAが空軍に勝った。NOVAは当時存在しなかった巨大な製造施設が必要で1970年までに月面着陸するためにロケットの生産を開始できるか明確ではなかった。
1962年に生産工程を再設計する事によって既存のルイジアナ州Michoud組み立て工場で生産可能なフォン・ブラウンのサターンロケットの設計案を採用する事が決定された。
サターンが月計画に選ばれた事によりNOVAの作業はアポロ計画後に延期となった。設計は"有人惑星探査"すなわち火星有人着陸へと再設定された。
アポロ計画で選ばれたような"軽量"の仕様の計画においても火星計画では低軌道へ約100万ポンドのペイロードの打ち上げ能力が必要とされた。これにより本質的には初期の設計とは無関係ではあるが同様にNOVAとして知られる第二シリーズの設計開発が始まった。
多くの新しい設計はM-1を2段目のエンジンとして採用したが積載物の要求は大幅に高まった。これらの目標に到達する為にM-1計画の推力は当初の120万ポンドから150万ポンドに引き上げられ、設計者は意図的にターボポンプの容量を180万ポンドに対応できるようにしてさらに潜在的には200万ポンドまで見込んで増強した。
更には複数の1段目の設計案でF-1や直径180-インチ (4,600 mm)の固体燃料ロケットの代わりにM-1に置き換える案も出された。これらにより比推力は大幅に減少しそれを補う為に様々な伸展式ノズルの設計が検討された。
M-1の開発はこの時代も継続されたがアポロ計画が拡大するにつれNASAはサターン関連の開発を第一に完成する為にM-1計画の予算削減を始めた。
1965年にはNASAの同様のサターンの発展型の計画において第二段であるS-IIに束ねて使用される5基のJ-2エンジンを1基のM-1、或いは5基のJ-2T(エアロスパイクノズルを備えた推力増強型のJ-2)、或いは後のスペースシャトルの主エンジン(SSME)の原型となるHG-3として知られる高圧エンジンへの換装が調査された。
1966年にはアポロ計画後、現在の予算の水準は維持されない事が明らかになった。NOVAの設計は同年終了しM-1も同様に終了した。最後のM-1に関する契約の有効期限は1965年8月24日だったが、試験は既存の予算で1966年8月まで継続された。J-2Tの開発も同時期に終了した。HG-3は製造されなかったがその設計はスペースシャトルの主エンジン(SSME)の原型になった。

## 詳細
M-1はガス発生器サイクルが採用され、一部の液体水素と液体酸素を小燃焼室で燃焼して生じた高温ガスで推進剤供給ポンプを駆動する。M-1の事例においては水素と酸素のターボポンプは共通の駆動軸で駆動されるのではなく、完全に分離されていてそれぞれのタービンで駆動された。液体水素のポンプは75,000 hp (56,000 kW)で液体酸素のポンプは27,000 hp (20,000 kW)で当時製造されたポンプで最も強力だった。

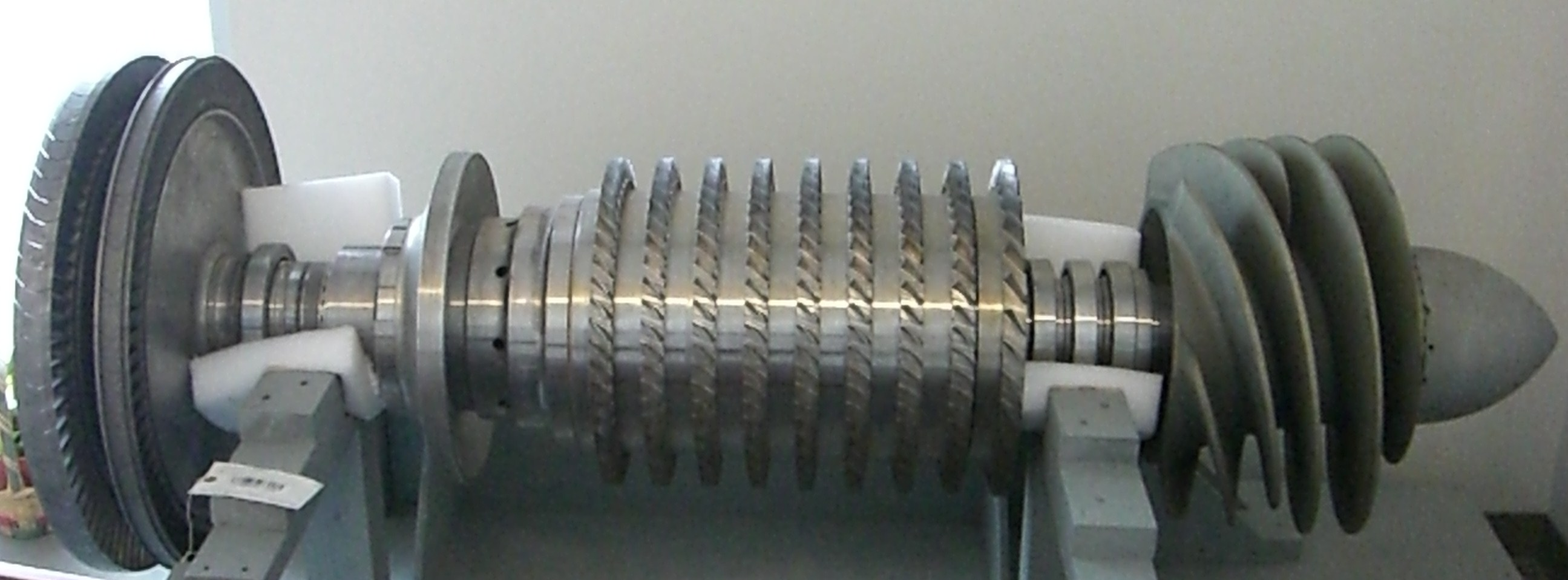
M-1ロケットエンジンの為に設計されたターボポンプ

大半のアメリカの設計ではガス発生器サイクルのエンジンはタービンからの排気を放出する。M-1の場合は排気は相対的に温度が低いので代わりにエンジンのスカートの下の部分の冷却管へ直接送られる。
これにより冷却に必要とされる液体水素を高温の燃焼室やノズルやスカートの上部のみに限定する事で配管の複雑さをかなり減らす事ができた。スカート内に入ったガスは約700 °F (371 °C)でスカートの端の小さいノズルから排出される前に約1,000 °F (538 °C)に加熱される。排気によって推力は28,000 lbf (120 kN)増えた。
エンジンは分割された高圧容器内に貯蔵されたヘリウムガスによりポンプを駆動して始動される。これにより燃料が主エンジンとガス発生器へ流れ始める。主エンジンは発電機から燃焼室内への放電によって点火される。停止は単純にガス発生器への燃料の流れを止める事によってポンプが遅くなる。
ターボポンプと他の構成要素を分離する事でM-1は製造と試験をそれぞれ独立して行う事を意図していた。3年以上にわたる計画で計8基の燃焼室(2基は非冷却試験用)と11基のガス発生器、4基の液体酸素ポンプと同様に4基の液体水素ポンプが製造され完成しつつあった。